# Verfassung des Kantons Solothurn
Die aktuelle Verfassung des Kantons Solothurn (KV) wurde 1986 in einer Volksabstimmung beschlossen und trat am 1. Januar 1987 in Kraft.
Sie löste eine exakt 100-jährige Verfassung ab, die sprachlich nur mehr relativ schwer verständlich war, systematische Mängel aufwies und aufgrund zahlreicher Revisionen als „Flickwerk“ galt. Fortschritte brachte diese neue Verfassung vorab hinsichtlich Kodifizierung der Praxis des Bundesgerichts im Bereich der Grundrechte, was einer deutlichen Erweiterung des Grundrechts-Katalogs gleichkam. Fast zum ersten Mal überhaupt in der Schweiz wurden zudem auch Sozialziele festgeschrieben. Anderseits findet sich noch keine explizite Bestimmung bezüglich Gleichberechtigung der Geschlechter, man begnügte sich hier weiter mit einer allgemeinen Formulierung der Rechtsgleichheit. Bei den Volksrechten bestand die wesentlichste Neuerung in der gesamtschweizerisch erstmaligen Einführung der Volksmotion: 100 Stimmberechtigte dürfen beim Kantonsparlament einen Vorstoss einreichen, der dieselbe Wirkung entfaltet wie die Motion eines Parlaments-Mitglieds.

## Geschichtlicher Rückblick
Für Mittelalter und Frühneuzeit kann von einer eigentlichen geschriebenen Verfassung auch im Kanton Solothurn noch keine Rede sein. Grundrechte für die allgemeine Bevölkerung, eine Errungenschaft der Aufklärung, waren gänzlich unbekannt. Die Regierung des solothurnischen Gemeinwesens lag im Mittelalter zunächst im Rahmen der Lehnsherrschaft überwiegend in den Händen relativ weit entfernt residierender Fürsten und ihrer Vasallen; nach Erlangung von Reichsunmittelbarkeit und Schultheissen-Wahlrecht ging sie an die Bürgerschaft der Stadt Solothurn über, die mit Einschränkungen demokratisch (analog der heutigen Gemeindeversammlung) organisiert war. In der Frühneuzeit konzentrierte sich die gesamte Macht im mittlerweile auch territorial entstandenen Staatswesen, vorab im Gefolge des französischen Absolutismus, zunehmend in den Händen einer schmalen aristokratischen Oberschicht der Solothurner Hauptstadt, welche sie ohne Umschweife an ihre Nachkommen vererbte. Eine 'Verfassung' bestand in der Patriziats-Epoche einzig in Form einiger unzusammenhängender Urkunden, welche Disziplinar-Vorschriften für die rechtlose Bevölkerung, Regulative für die merkantilistische Wirtschaft sowie die Organisation der Regierungstätigkeit festlegten. Viele obrigkeitliche Handlungen erfolgten noch rein willkürlich, da der Rechtsstaat erst ein Produkt der Aufklärung ist.
Nach der Französischen Revolution und der 1798 von Napoleon Bonaparte diktierten, straff zentralistischen nationalen Helvetik-Verfassung begründete die Mediationsakte von 1803 initial ein kantonales Verfassungsleben auch im Kanton Solothurn. Mit – noch nicht so weit wie heute ausgebauten – Verfassungs-Grundrechten und einem Zensuswahlrecht, das z. T. noch immer das Patriziat sowie neu die Bürgerschaft der Hauptstadt gegenüber der übrigen Kantonsbevölkerung privilegierte.
Die jetzige Verfassung ist seit Napoleons Mediationsverfassung die 10. Verfassung des Kantons. Die Entwicklung zeigt ab dem liberalen Umsturz von 1830 nach wie vor zensitäre Züge im Sinne einer, etwas abgeschwächten, Privilegierung der Hauptstadt. Dann folgte eine Phase weiterer Demokratisierungen in Richtung gleiches Wahlrecht (für Männer) mit dem Kulminationspunkt der direkten Demokratie, die sich 1869 aus dem noch relativ rudimentären Volksveto heraus in Form von Volksinitiative und Referendum einstellte. Das Ganze wurde in heftigen politischen Kämpfen, gelegentlich am Rande des Bürgerkriegs, erstritten, da die sogenannt altliberalen Exponenten vehemente Verfechter einer rein parlamentarischen Demokratie ohne Volksrechte waren. Schwerer tat sich die direkte Demokratie auch im Kanton Solothurn mit der Gewährung des Frauenwahl- und -stimmrechts, das erst 1971 durchgesetzt wurde.